# Herman Schröderheim
Herman Schröderheim, född den 23 april 1749 i Stockholm, död den 23 januari 1802 i Karlstad, var svensk biskop. Han var son till biskop Göran Klas Schröder, vars barn adlades Schröderheim 1759. 
Redan 1774 utnämndes Schröderheim, som ung hovpredikant, till kyrkoherde i Mönsterås församling i Kalmar stift, där hans farbror då var biskop, liksom farfadern hade varit. Han tillträdde dock aldrig tjänsten (som istället gick till skeppsprästen Jacob Wallenberg), utan kallades, som fjärde provpredikant, enhälligt till kyrkoherde i Ölme i Karlstads stift, där fadern varit biskop sina sista levnadsår. Valet ägde rum den 11 februari 1776 och den 1 maj följande år började han sin verksamhet i detta pastorat, som han behöll till sin död. 1783 erhöll han därjämte Kristinehamn och därtill lades 1789 biskopstjänsten i Karlstads stift med tillhörande prebenden, Karlstad och Kil. Enligt Henrik Schück var brodern helt oskyldig till att han gynnades på detta sätt .